# Jeneverbesschildwants
De jeneverbesschildwants  (Chlorochroa juniperina), ook wel jeneverbesstinkwants genoemd, is een wants uit de familie van de schildwantsen (Pentatomidae).

## Uiterlijke kenmerken
De jeneverbesschildwants is overwegend groen met een lichte rand aan de zijkant van het halsschild. Het connexivum (aan de zijkant zichtbare deel van het achterlijf) is lichtgeel. Het schildje (scutellum) is groot en driehoekig met een lichtgele punt. Het onderste deel van de antennes is groen, het bovenste deel van de antennes is zwart. Lengte: 9 - 12 mm. De nimf is grijs-groen.
Hij kan worden verward met de dennenschildwants (Chlorochroa pinicola), die is echter iets groter, olijfkleurig en heeft geheel zwarte antennes.

## Verspreiding en habitat
Het verspreidingsgebied beslaat Noord-Afrika, Europa en Noord-Amerika. De wantsen komen voor in heide-achtige gebieden met jeneverbes en kraaihei (Empetrum nigrum).

## Leefwijze
De jeneverbesschildwants zuigt het sap van de jeneverbes en kraaihei.
Hij overwintert als volwassen wants en de paring begint in het voorjaar. Nimfen verschijnen in juni-augustus. Er is een jaarlijks één generatie.

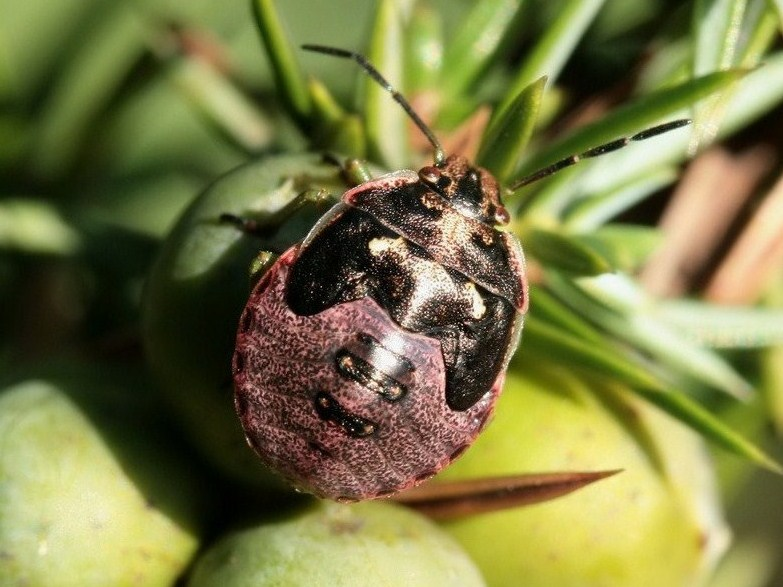
Jeneverbesschildwants (Chlorochroa juniperina) als nimf.